# Nassauvieae
Nassauvieae je tribus glavočika iz potporodice  Mutisioideae. Postoji 25 rodova

## Rodovi
1. Moscharia Ruiz & Pav. (2 spp.)
2. Polyachyrus Lag. (7 spp.)
3. Oxyphyllum Phil. (1 sp.)
4. Leucheria Lag. (40 spp.)
5. Spinoliva G. Sancho, Luebert & Katinas (1 sp.)
6. Jungia L. fil. (31 spp.)
7. Dolichlasium Lag. (1 sp.)
8. Trixis [P. Browne] Lag. (45 spp.)
9. Berylsimpsonia B. L. Turner (2 spp.)
10. Acourtia D. Don (81 spp.)
11. Perezia Lag. (30 spp.)
12. Burkartia Crisci (1 sp.)
13. Nassauvia Comm. ex Juss. (40 spp.)
14. Lophopappus Rusby (6 spp.)
15. Proustia Lag. (2 spp.)
16. Holocheilus Cass. (7 spp.)
17. Ameghinoa Speg. (1 sp.)
18. Criscia Katinas (1 sp.)
19. Leunisia Phil. (1 sp.)
20. Marticorenia Crisci (1 sp.)
21. Macrachaenium Hook. fil. (1 sp.)
22. Pamphalea DC. (10 spp.)
23. Triptilion Ruiz & Pav. (7 spp.)
24. Cephalopappus Nees & Mart. (1 sp.)
25. Oriastrum Poepp. & Endl. (17 spp.)